# Miguel Maury Buendía
Pour les articles homonymes, voir Buendia.
Miguel Maury Buendía (né le 19 novembre 1955) est un prélat espagnol de l'Église catholique qui a passé sa carrière au service diplomatique du Saint-Siège. Archevêque depuis 2008, il est nonce apostolique dans plusieurs pays. Le 13 avril 2023, il est nommé nonce en Grande-Bretagne.

## Biographie
Miguel Maury Buendía est né à Madrid le 19 novembre 1955 dans une famille aux racines andalouses. Il fait ses études primaires à l'école jésuite San Estanislao Kotska de Malaga, son baccalauréat à l'Institut Ramiro de Maeztu (es) de Madrid, quelques cours de musique au Conservatoire royal supérieur de musique de Madrid et obtient une licence en géographie et histoire, spécialité histoire de l'art, à la faculté de philosophie et de lettres de l'université autonome de Madrid. Après des études de philosophie et de théologie au séminaire conciliaire de Madrid, il est ordonné prêtre de l'archidiocèse de Madrid le 26 juin 1980 par Vicente Enrique y Tarancón. Le 1er juillet, il est nommé vicaire de la paroisse de la Sainte-Trinité de Collado Villalba, où il reste jusqu'en octobre 1984. Pendant son service militaire, il est aumônier de l'hôpital militaire de Barcelone et du lycée militaire.
Il obtient un diplôme en théologie dogmatique à l'Université pontificale de Salamanque en 1985 et un doctorat en droit canonique à l'Université pontificale Saint-Thomas-d'Aquin (Angelicum) en 1987.

## Carrière diplomatique
Après deux années d'études diplomatiques à l'Académie pontificale ecclésiastique de Rome, il entre au service diplomatique du Saint-Siège le 13 juillet 1987 et occupe les fonctions de secrétaire des nonciatures apostoliques du Rwanda, de l'Ouganda (en), du Maroc (en) et du Nicaragua (en) (1987-1996) et de conseiller de celles d'Égypte, de Slovénie et d'Irlande (en) (1996-2004),.
Outre son travail dans le service diplomatique, il est professeur au séminaire national du Nicaragua et au lycée italien du Caire. Il est également aumônier auxiliaire des carabiniers et de la résidence des Petites Sœurs des personnes âgées abandonnées à Rome. Depuis le 1er septembre 2004, il est responsable de l'Europe du Sud-Est au sein de la section des relations avec les États de la Secrétariat d'État du Saint-Siège. Il représente également le Saint-Siège lors de diverses conférences et congrès internationaux. Il connaît l'italien, l'anglais, le français, le slovène et le russe. Le 19 mai 2008, Benoît XVI le nomme archevêque titulaire d'Italica (de) et nonce apostolique au Kazakhstan (en). Le 12 juillet, il est également nommé nonce au Kirghizistan (en) et au Tadjikistan (en). Le 12 juin, il reçoit sa consécration épiscopale des mains du cardinal Tarcisio Bertone.
Le 5 décembre 2015, le pape François le nomme nonce apostolique auprès de la Roumanie, ajoutant le 25 janvier 2016 le poste de nonce apostolique auprès de Moldavie (en). Maury Buendía est reçu en audience par François en janvier 2019 en prévision de la visite papale en Roumanie en mai 2019,.
Le 13 avril 2023, le pape François le nomme nonce apostolique auprès de Grande-Bretagne. Il présente ses lettres de créance à SM le Roi le 18 mai.
Il reçoit la médaille de l'Ordre d'Isabelle la Catholique (Espagne), la médaille de l'Ordre équestre du Saint-Sépulcre de Jérusalem, et la médaille de l'Ordre de la Miséricorde (en) (Kazakhstan).